# オーストリア・ロシア・トルコ戦争 (1735年-1739年)
オーストリア・ロシア・トルコ戦争（オーストリア・ロシア・トルコせんそう、英語: Austro-Russian-Turkish War、1735年 - 1739年）は、18世紀にロシア帝国、オーストリア（ハプスブルク帝国）とオスマン帝国が東ヨーロッパ・バルカン半島を主戦場として衝突した戦争である。

## 開戦まで
開戦事由は1735年末にクリミア・ハン国がヘーチマン国家（ウクライナ）を襲撃したことと、クリミア・ハン国のカプラン1世ギレイがカフカース地方に攻撃を仕掛けたことであった。1736年にはロシア軍がアゾフとクリミアの奪取を目論んだ。
戦争直前の1735年、ロシアはアフシャール朝ペルシアの支配者ナーディル・シャーとギャンジャ条約を締結し、1722年から1723年までのロシア・ペルシャ戦争で獲得した領土を返還した。

## 経過

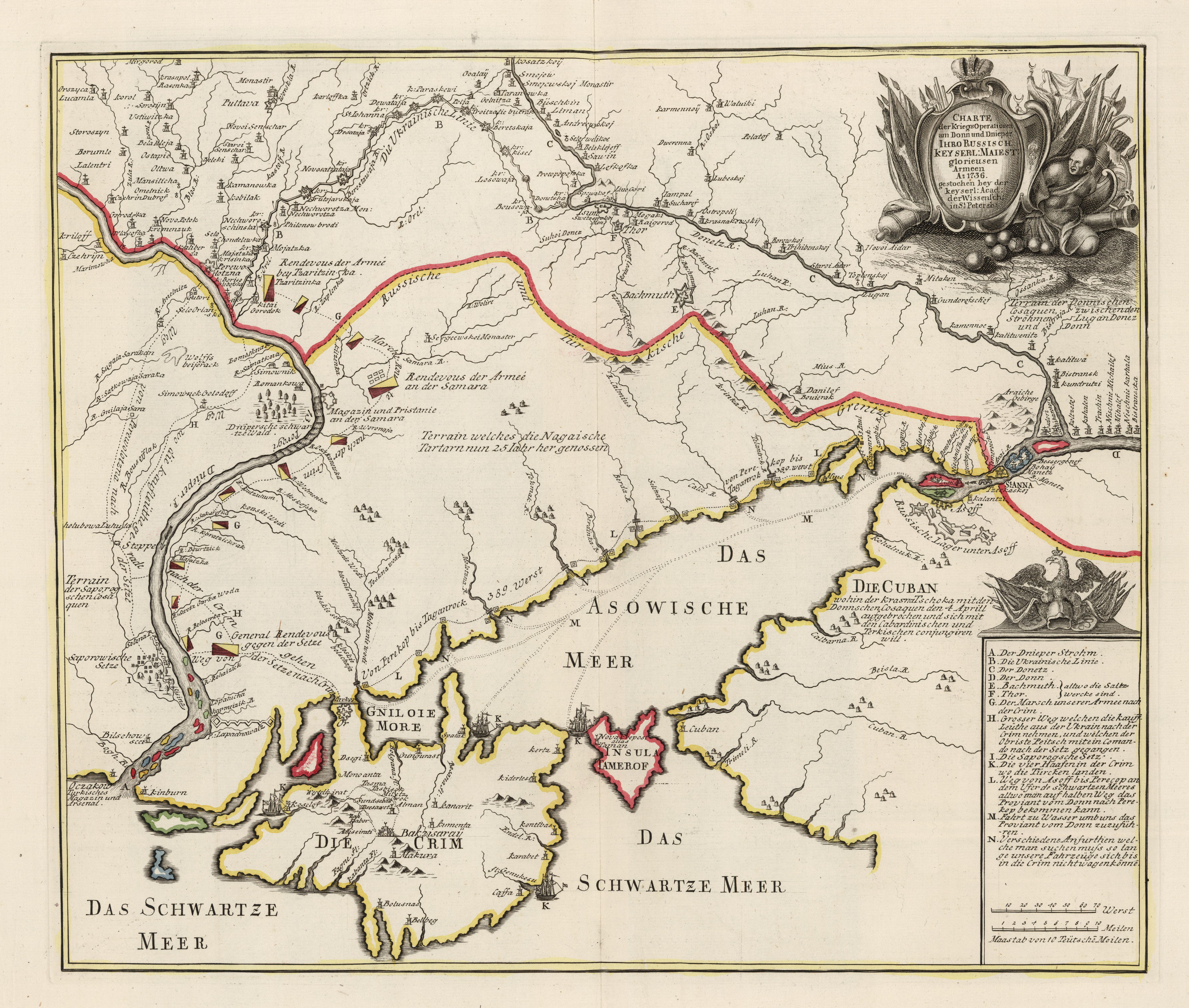
ロシア軍の1736年戦役

1736年5月20日、ブルクハルト・クリストフ・フォン・ミュンニヒ元帥率いるドニエプル軍6万2千はクリミア領ペレコープ要塞を強襲し、6月17日にバフチサライを占領した。クリミア軍はロシア軍の撃退に失敗し、1736年、1737年、1738年と次々に撤退に追い込まれ、クリミア貴族は山間部へ、フェトフ2世ギレイは海上への逃亡を余儀なくされた。ロシア軍によりゴズレフ、カラスバザール、バフチサライ宮殿が焼き討ちに遭い、さらにアゾフの要塞が陥落すると、カプラン1世ギレイとフェトフ2世ギレイは無能だとしてオスマン帝国に廃位された。しかし1737年から1739年までは疫病が流行した年であり、全ての交戦国が影響を受けた。ミュンニヒは戦場上では勝ったものの、疫病と補給の不足によりウクライナへの撤退を余儀なくされる。6月19日、ピョートル・ラシ将軍率いるドン軍2万8千はピョートル・ブレダール（Peter Bredahl）率いるドン川小艦隊の援護の元、アゾフ要塞を奪取した。1737年7月にはオチャコフを強襲して落とした。ラシの軍4万人は同月クリミアに進軍してカラスバザールを占領したが、補給の不足でクリミアから撤退した。結局、1736年のクリミア戦役はロシアが3万人の損失（うち2千人は戦死、残りは疫病と飢饉により死亡）を蒙ってウクライナへ撤退する結果に終わった。
オーストリアはロシアの緒戦での勝利を見て、1737年7月に参戦したが、1737年8月4日のバニャ・ルカの戦い、1739年7月のグロッカの戦いで敗北し、さらに1739年7月から9月にかけてのベオグラード包囲戦でベオグラードまで占領された。1737年8月、三国はネミーロフで平和交渉を開始したが不調に終わった。1738年は大規模な戦闘がなかったが、ロシア軍は疫病によりオチャコフやキンブルン半島からの撤退を余儀なくされた。

## 講和へ
1739年、ミュンニヒ元帥率いるロシア軍はドニエプル川を渡って8月17日のスタヴチャヌィの戦いでオスマン軍に勝利、19日にホティンの要塞を占領、続いてヤシの要塞も占領した。しかし、オーストリア軍はグロッカの戦いで敗北、8月21日にベオグラード条約でオスマン帝国と単独講和した。これはロシアの勝利を警戒した可能性もある。オーストリアが脱落した上にスウェーデンによる侵攻の恐れもあって、さらにオスマン帝国がスウェーデン、プロイセン、ポーランドと同盟を締結したため、ロシアは9月29日のニシュ条約でオスマン帝国との講和を余儀なくされた。講和により、ロシアはアゾフの領有を確定し、ザポリージャへの支配を強固にした。しかしアゾフの領有は要塞建築の禁止という条件付きだった。
オーストリアにとって、戦争は大敗に終わり、1718年のパッサロヴィッツ条約で得たオスマン領を、バナトを除いたすべての領土を返還するという散々な結果となった。ロシア軍は戦場ではより成功したが、疫病で数万人を失った。オスマン軍の死傷者と脱走者は概算が不可能だった。ミュンニヒが立てた計画は懸念を無視した大胆すぎたものだったが、彼の近代化したロシア軍は旧態依然なオスマン軍に対して優勢であるとする見込みは正しかった。
ニシュ条約の後、オスマン帝国は30年間の和平を享受した。というのも、隣国や伝統的な敵国がほかの戦争に手を焼いていたからであった。東のアフシャール朝とはナーディル・シャーが暗殺されるまで数度戦ったが、西と北のオーストリアとロシアは1740年から1748年までのオーストリア継承戦争、続いて1756年から1763年までの七年戦争に忙殺された。しかし、30年間の和平はオスマン軍をヨーロッパの戦場から追い出し、戦争中に進歩していった戦法、発明などから置いてけぼりになり、軍事的にはマイナスだった。
戦争はまた、ロシアとクリミア・タタールの力関係を明らかにした。戦争中、クリミア軍はロシア領への襲撃をうまくできず、逆に伝統的に使われてきた守備ラインのペレコープ地峡を1736年から1738年まで3度も突破され、山間部への逃亡を余儀なくされ、コズロフ、ベロゴルスク、バフチサライ宮殿が焼き討ちに遭う結果となった。1768年から1774年までの露土戦争ではロシア軍が再びクリミア半島に侵攻、講和においてクリミア・ハン国をオスマン帝国の保護から切り離した後、1784年にクリミアを正式に併合した。